# 広島市立観音中学校
広島市立観音中学校（ひろしましりつかんおんちゅうがっこう）は、広島県広島市西区南観音三丁目にある公立中学校。

## 概要
義務教育を終了していない人の為の夜間学級が併設されている。
校区内には郵便局、区役所、税務署、消防署などの公共施設があり、国道2号や路面電車も走っているなど広島市中心部へ進入する要所に所在している学校でもある。また、中学校では珍しく二宮尊徳像が正門に存在する。

## 沿革
前史
- 1932年（昭和7年）4月1日 - 観音グラウンドの跡地に「広島市第二[4]高等小学校」が開校。
  - 高等小学校は尋常小学校（6年）を卒業した12歳以上の児童が2年から3年間学ぶ学校（現在の中1から中3に相当）であった。
- 1941年（昭和16年）4月1日 - 国民学校令の施行により、「広島市第二[4]国民学校」に改称。

正史
- 1947年（昭和22年）4月1日 - 学制改革（六・三制）により、国民学校高等科が廃止され、新制中学校「広島市立第二中学校」が発足。
  - 校地と校舎は広島市第二国民学校のものが継承された[3]。
- 1949年（昭和24年）4月1日 - 「広島市立観音中学校」（現校名）と改称。

## 校区
- 広島市立天満小学校の校区[5]
  - 福島町一丁目、上天満町、天満町、小河内町一丁目、小河内町二丁目、都町
- 広島市立観音小学校の校区
  - 福島町二丁目、観音町、東観音町、西観音町、観音本町一丁目、観音本町二丁目、南観音町、南観音一丁目（1～6番）、南観音二丁目（1番、2番）、南観音三丁目（1～5番）
- 広島市立南観音小学校の校区
  - 観音新町一丁目～観音新町四丁目、南観音一丁目（観音学区分を除く）、南観音二丁目（観音学区分を除く）、南観音三丁目（観音学区分を除く）、南観音四丁目～南観音八丁目

## 部活動

### 運動部
- 野球部[6]
- サッカー部
- 剣道部
- ソフトボール部（女子）
- 卓球部（男子・女子）
- ソフトテニス部（男子・女子）
- バレーボール部（男子・女子）
- バスケットボール部（男子・女子）
- 陸上競技部

### 文化部
- 美術部
- 科学工作部
- 吹奏楽部
- 茶道部
- 放送部
- 園芸部

## アクセス
- 広島電鉄下車、「西観音町電停」下車、徒歩15分[7]
- 広電バス、「旭橋入口」バス停下車、徒歩3分

## 著名な卒業生
- 金光興二 - アマチュア野球選手、元法政大学野球部監督
- 比嘉もえ - アーティスティックスイミング選手
- 平野博昭 - 広島市議会議長
- 山本祥吉 - 調味学者　※高等小学校時代の卒業生